# Svjetski kup u vaterpolu 1999.
Svjetski kup u vaterpolu 1999. jedanaesto je izdanje ovog natjecanja. Održan je u Sydneyu u Australiji od 28. rujna do 3. listopada. Služio je kao kvalifikacijski turnir za OI 2000. (prve tri momčadi su se kvalificirale).

## Konačni poredak
| Mj. | Država         |
| --- | -------------- |
| 1.  | Mađarska       |
| 2.  | Italija        |
| 3.  | Španjolska     |
| 4.  | Rusija         |
| 5.  | SR Jugoslavija |
| 6.  | SAD            |
| 7.  | Grčka          |
| 8.  | Australija     |